# Borek Sedlák
Bořivoj „Borek“ Sedlák (* 15. Juni 1981 in Jablonec nad Nisou) ist ein ehemaliger tschechischer Skispringer und heutiger Skisprungfunktionär, der die Startampel im Skisprung-Weltcup bedient.

## Werdegang
Der für den TJ Dukla Liberec startende Sportmanager qualifizierte sich erstmals 2001 beim Skifliegen im heimischen Harrachov für einen Weltcupbewerb. In den folgenden Jahren war Sedlák jedoch nicht oft im Weltcup am Start, so dass er erst 2005 Weltcuppunkte erreichte – ebenfalls in Harrachov, aber von der Großschanze. Kurz darauf gewann er am 26. Dezember 2005 mit dem Weihnachtsspringen auf der Olympiaschanze in St. Moritz nicht nur sein einziges Continental-Cup-Springen, sondern auch den bislang letzten internationalen Wettbewerb auf dieser Schanze. Seine beste Weltcupsaison ist die Saison 2007/2008, in der er siebenmal in den Punkterängen landete und Platz 17 in Liberec erreichte.
Bei den Olympischen Winterspielen 2006 in Turin war Borek Sedlák Mitglied der tschechischen Olympiamannschaft, erreicht als 38. von der Normal- und 40. von der Großschanze aber ebenso wenig das Finale wie mit der Mannschaft, die Rang 9 belegte. Sedlák nahm außerdem dreimal an Skiflug-Weltmeisterschaften teil. 2006 am Kulm wurde er 8. mit der Mannschaft. 2008 in Oberstdorf scheiterte als 31. knapp am Finaleinzug im Einzelbewerb, im Teamspringen stürzte er im ersten Durchgang. Trotzdem schaffte das Team den Finaleinzug und wurde letztlich 6. 2010 wurde Sedlák Zehnter in der Qualifikation und erreichte im Wettkampf den 26. Rang. Im Mannschaftsspringen wurden die Tschechen unter seiner Beteiligung Fünfte. Sein bisher bestes Einzelergebnis im Weltcup erzielte er am 31. Januar 2010 in Oberstdorf, als er im Skifliegen 14. wurde.
Bei der Skiflug-Weltmeisterschaft 2010 in Planica erreichte Sedlák am 20. März 2010 im Einzelfliegen den 26. Rang. Beim Teamfliegen erreichte er mit der Mannschaft Platz fünf. Ein Jahr später bei der Nordischen Skiweltmeisterschaft 2011 in Oslo den 27. Platz von der Normalschanze sowie gemeinsam mit Roman Koudelka, Jan Matura und Jakub Janda von der gleichen Schanze den siebenten Platz im Teamspringen. Beim kurz nach der Weltmeisterschaft in Lahti stattfindenden Weltcup-Springen verpasste er die Qualifikation, bevor er am darauffolgenden Tag mit der Mannschaft Achter wurde. Am 3. September 2011 wurde er in Frenštát pod Radhoštěm tschechischer Meister.
Nach der Saison 2013/2014 beendete Borek Sedlák seine Karriere und wurde in Lomnice nad Popelkou offiziell verabschiedet.
Er übernahm später den Posten des Assistenz Renndirektor an der Seite von FIS-Renndirektor Walter Hofer und führt diese Aufgabe auch unter dessen Nachfolger Sandro Pertile aus.

## Erfolge

### Weltcup-Platzierungen
| Saison  | Platz | Punkte |
| ------- | ----- | ------ |
| 2005/06 | 82.   | 02     |
| 2007/08 | 47.   | 35     |
| 2009/10 | 52.   | 51     |
| 2010/11 | 48.   | 56     |

### Grand-Prix Platzierungen
| Saison | Platz | Punkte |
| ------ | ----- | ------ |
| 2009   | 44.   | 054    |
| 2010   | 15.   | 128    |
| 2011   | 44.   | 046    |
| 2012   | 41.   | 053    |